# 長孫無忌墓
長孫無忌墓位於重慶市武隆区江口鎮蔡家村，文物遺址年代為唐代，2000年9月7日列為第一批重慶市文物保護單位。